# Изонихии
Изонихии (лат. Isonychia) — род подёнок, единственный в семействе Isonychiidae.

## Описание
Длина тела нимф 8—17 мм.

## Экология и местообитания

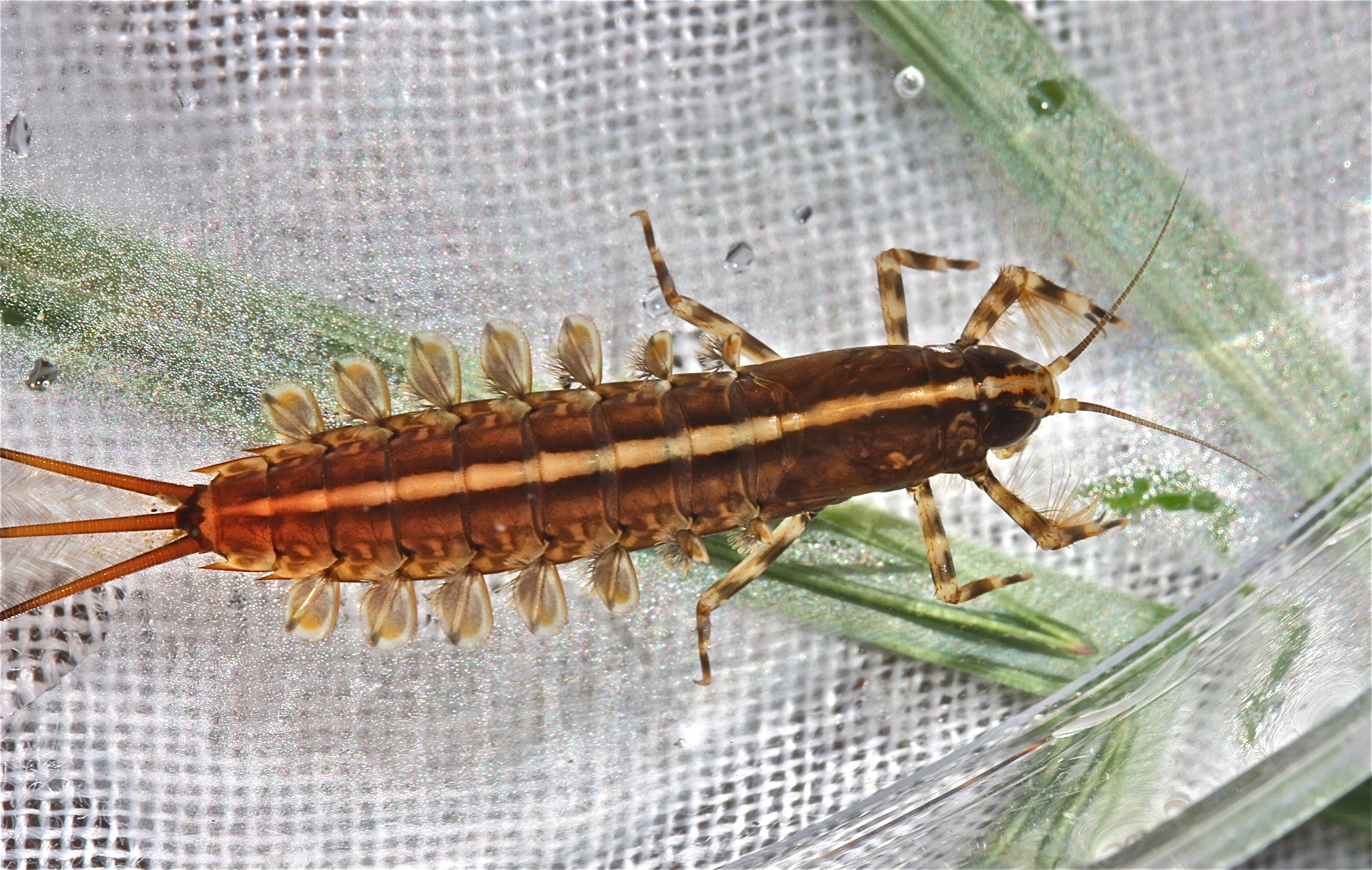
Личинка Isonychia bicolor

Нимфы Isonychia живут в текущей воде. Они плавучие и/или прицепщики. Фильтруют воду и питаются водорослями и диатомовыми водорослями, используя щетинки на своих лапках.

## Классификация
Род разделён на три подрода и включает около 40 видов.

## Распространение
Встречаются Евразии, Северной и Южной Америке.

## Виды
Род включает 36 видов:
- Isonychia arabica Al-Zubaidi, Braasch & Al-Kayatt, 1987
- Isonychia arida (Say, 1839)
- Isonychia berneri Kondratieff & Voshell, 1984
- Isonychia bicolor (Walker, 1853)
- Isonychia campestris McDunnough, 1931
- Isonychia crassiuscula Tiunova, Kluge & Ishiwata, 2004
- Isonychia diversa Traver, 1934
- Isonychia formosana (Ulmer, 1912)
- Isonychia formosus Ulmer, 1912
- Isonychia georgiae McDunnough, 1931
- Isonychia grandis (Ulmer, 1913)
- Isonychia guixiensis Wu & Gui, 1992
- Isonychia hoffmani Kondratieff & Voshell, 1984
- Isonychia ignota (Walker, 1853)
- Isonychia intermedia (Eaton, 1885)
- Isonychia japonica (Ulmer, 1920)
- Isonychia khyberensis (Ali, 1970)
- Isonychia kiangsinensis Hsu, 1936
- Isonychia obscura Traver, 1932
- Isonychia rufa McDunnough, 1931
- Isonychia sayi Burks, 1953
- Isonychia serrata Traver, 1932
- Isonychia sexpetala Tiunova, Kluge & Ishiwata, 2004
- Isonychia shima (Matsumura, 1931)
- Isonychia sibirica Tiunova, Kluge & Ishiwata, 2004
- Isonychia sicca (Walsh, 1862)
- Isonychia similis Traver, 1932
- Isonychia sinensis Wu & Gui, 1992
- Isonychia sumatranus (Navás, 1933)
- Isonychia tusculanensis Berner, 1948
- Isonychia unicolorata Tiunova, Kluge & Ishiwata, 2004
- Isonychia ussurica Bajkova, 1970
- Isonychia velma Needham, 1932
- Isonychia vshivkovae Tiunova, Kluge & Ishiwata, 2004
- Isonychia winkleri Ulmer, 1939
- † Isonychia alderensis Lewis, 1977